# Bristol Britannia
Bristol Type 175 Britannia je bilo štirimotorno turbopropelersko potniško letalo britanskega proizvajalca Bristol Aeroplane Company. Prvič je poletel 16. avgusta 1952. Med testiranjem so izgubili dve letali zaradi nabiranja ledu na turbopropelerskih motorjih. Ko je bil razvoj končan, so se že pojavila prva reaktivna potniška letala, zato so zgradili samo 85 letal do leta 1960. Kljub temu je bil razmeroma uspešen in priljubljen med potniki. Dobil je vzdevek »The Whispering Giant« - »šepetajoči velikan«.
Kanadski Canadair je kupil proizvodno licenco in zgradil svoje verzije Canadair CL-44/Canadair CC-106 Yukon in patruljnega Canadair CP-107 Argus.
Let 105 Britannie Airways z londonskega letališča Luton do letališča Brnik se je 1. septembra 1966 ob 00:47 končal z nesrečo, v kateri je umrlo 98 od 117 potnikov in članov posadke. Velja za najhujšo letalsko nesrečo, ki se je zgodila na ozemlju današnje Slovenije. Dve leti prej je letalo Britannia strmoglavilo tudi na letu 802/6 British Eagle International Airlines v Innsbruck, kar je najhujša letalska nesreča vseh časov na ozemlju Avstrije. V obeh primerih je bil vzrok nesreče sicer napaka pilotov.

## Tehnične specifikacije (Series 310)
Podatki iz Britannia... Last of the Bristol Line
Splošne karakteristike
- Posadka: 4-7
- Število sedežev: 139 potnikov
- Dolžina: 124 ft 3 in (37,88 m)
- Razpon kril: 142 ft 3 in (43,36 m)
- Višina: 37 ft 6 in (11,43 m)
- Površina kril: 2075 ft² (192,8 m²)
- Teža praznega letala: 86400 lb (38500 kg)
- Maks. vzletna teža: 185000 lb (84000 kg)
- Pogon letala: 4 ×  turboprop Bristol Proteus 765, 4450 KM (3320 kW)  vsak

 Zmogljivost 
- Maks. hitrost: 397 mph (345 vozlov, 639 km/h)
- Potovalna hitrost: 357 mph (310 vozlov, 575 km/h) na višini 22000 ft (6700 m)
- Doseg: 4430 mi (3852 nmi, 7129 km)
- Višina leta: 24000 ft (7300 m)